# Justicia tianguensis
Justicia tianguensis är en akantusväxtart som beskrevs av T.F. Daniel. Justicia tianguensis ingår i släktet Justicia och familjen akantusväxter. Inga underarter finns listade i Catalogue of Life.